# 腓立比收藏物
49°17′10.932″N 7°13′17.076″E / 49.28637000°N 7.22141000°E

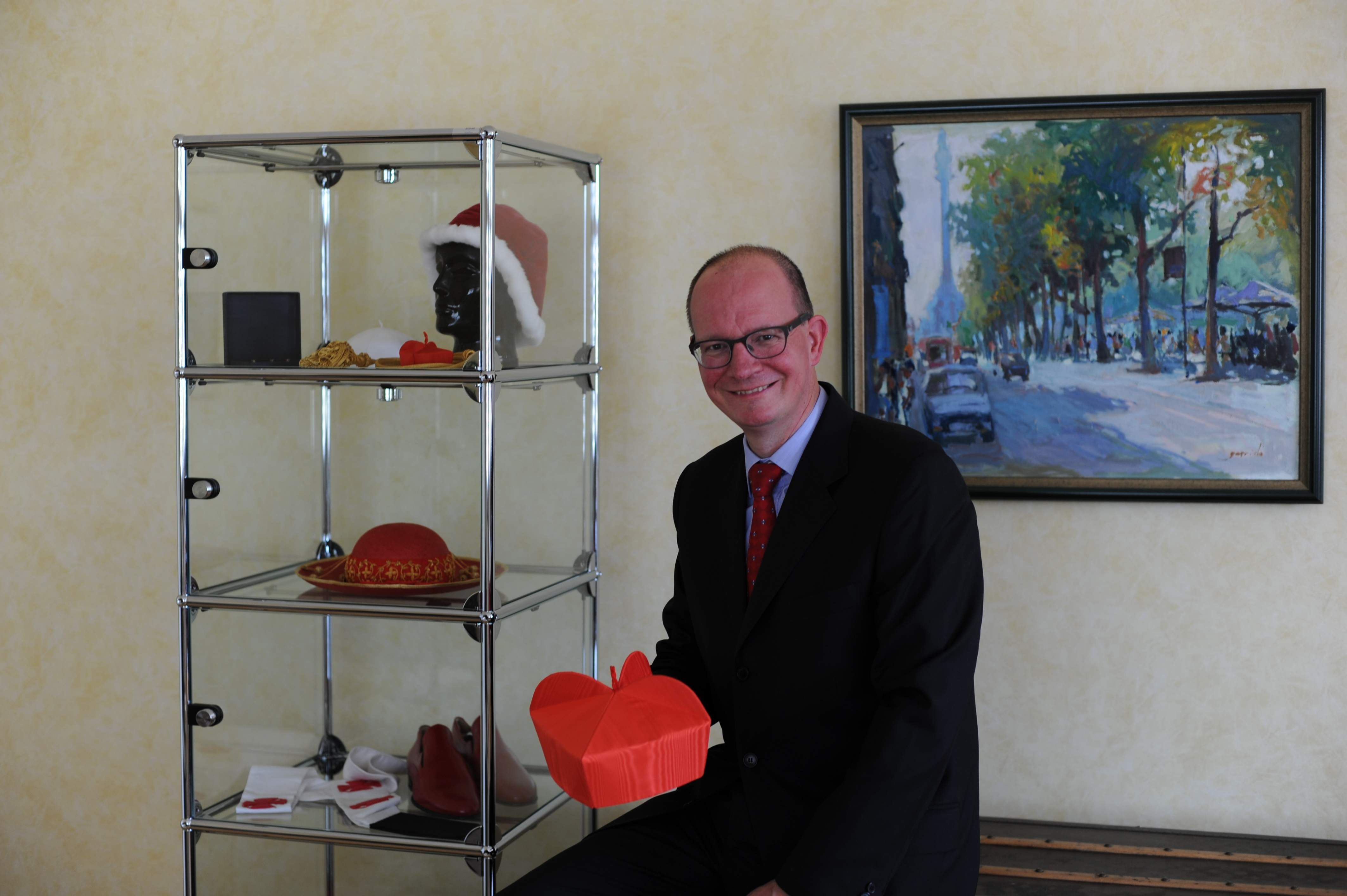
迪特·菲利皮和他的第一个收集品，一顶四角帽制于红色丝绸并带莫尔条纹效果

腓立比集品收集的是与信仰，宗教和精神方面有关的头部遮盖物。 

## 集品

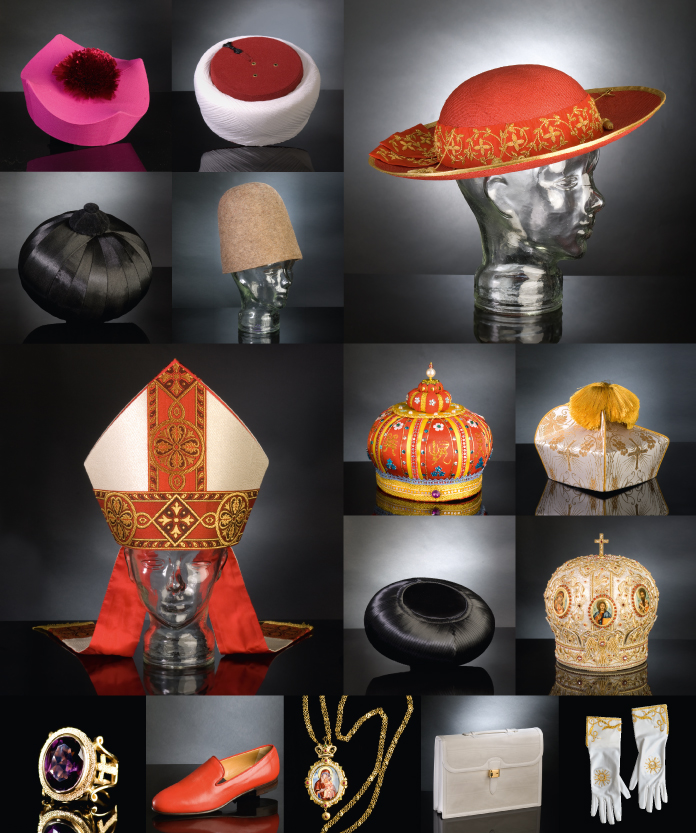
腓立比集品中的一件

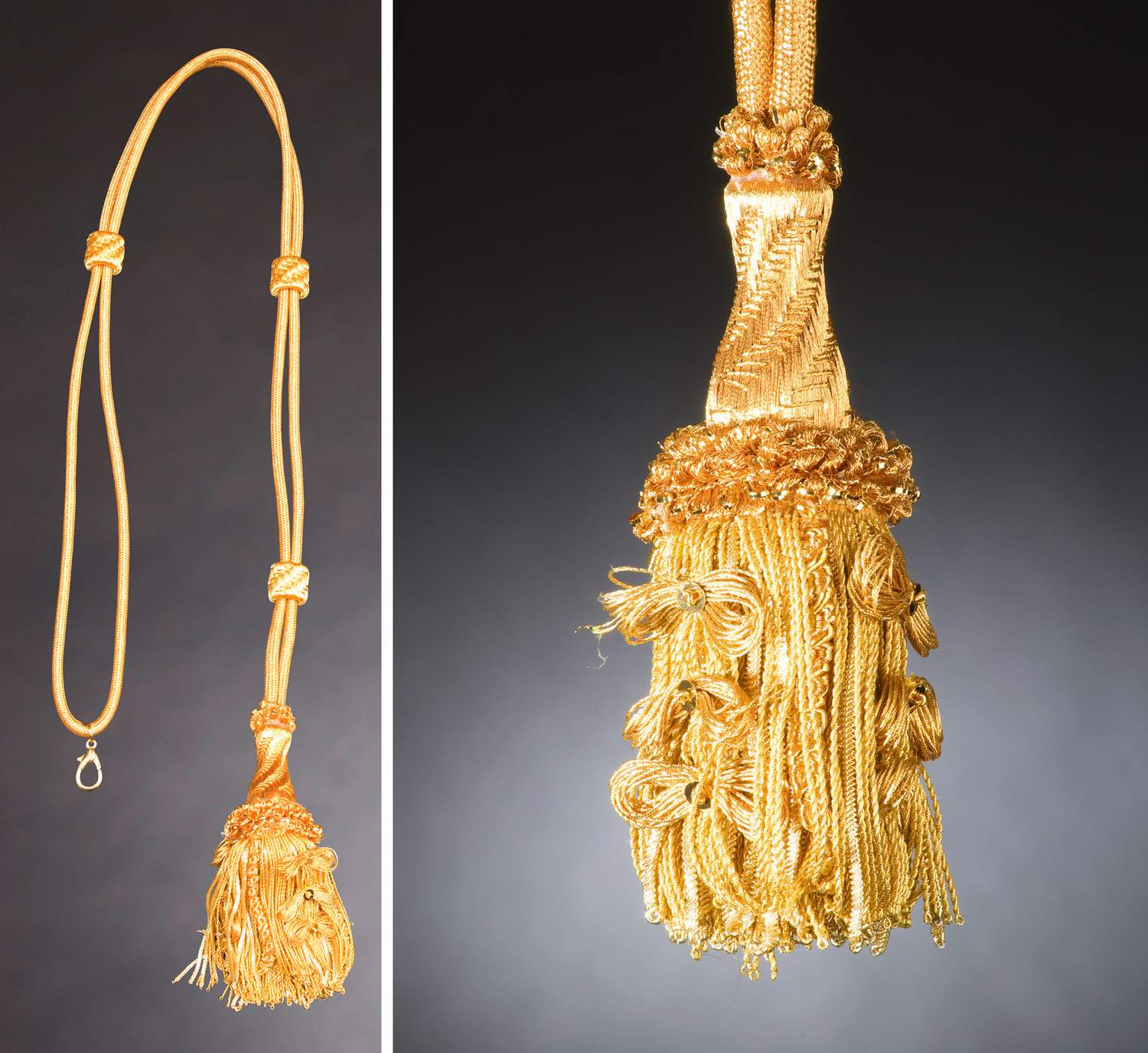
金色的胸前装饰绳，由教宗佩戴

腓立比集品是来自萨尔布吕肯企业家迪特·菲利皮收集的私人收集品。
主要是500多年来出自于基督教、伊斯兰教、犹太教、高台教、神道、佛教、锡克教、蘇非主義、再洗礼派和其他教派的头部遮盖物。
另外还有文物和教會相關的上百件装饰物，如教宗鞋子，披肩，胸饰十字架，主教戒指，教宗瓷器，教宗长袍系带，枢机围巾和其他更多的物品。
蒐集品其中包括52件胸口装饰绳，一部分是通过复杂的装饰品手工艺而制作的。教宗、枢机和主教用胸口装饰绳来佩戴他们的胸前十字架。

## 现况
集品目前没有公开展出，但可以为感兴趣者在电话联系后特别为其参观而开放。集品位于萨尔州的科尔科尔（Kirkel）。

## 方案和要求
开始头部遮盖物有一个保护作用。随着历史发展开始出现了标志性的作用：头部遮盖物表明了人的来源、状况、职业、所属和等级制度。之后又出现了装饰作用。 
在帽子世界里的一个小区域内形成了一组宗教和精神性的头部遮盖物。由有关的代表性人物和重要人物佩戴，这样人们可以认清他们本身的所属和等级。有些头部遮盖物还带有装饰作用，如果它们是由昂贵的，稀有的和高价的材料所制，或用贵金属和宝石作处理。今天，保护作用算是不重要的了。

## 展览
- 2010年10月至2011年7月：德国卫生博物馆将在它的展览“宗教工艺作品”中展出一小部分，德累斯顿。
- 2011年3月至4月：萨尔布吕肯储蓄银行（Sparkasse Saarbrücken），位于诺伊马克特的主楼。

## 部分藏品

一部分从腓立比集品中选出来的头部遮盖物和其它物品
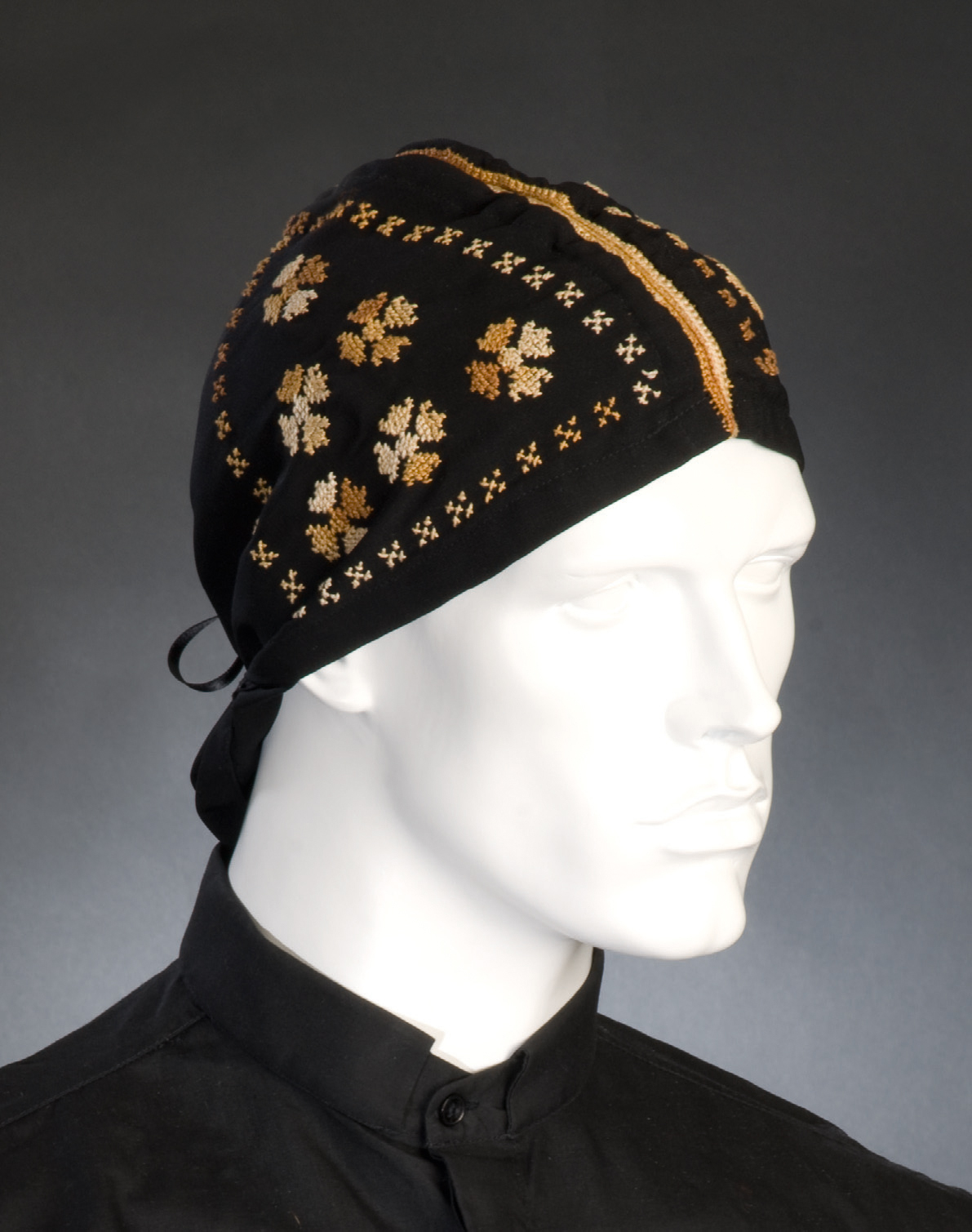
卡兰索瓦（卡兰索阿、卡兰苏瓦、卡兰萨瓦），由東方正統教會的主教和神父佩戴
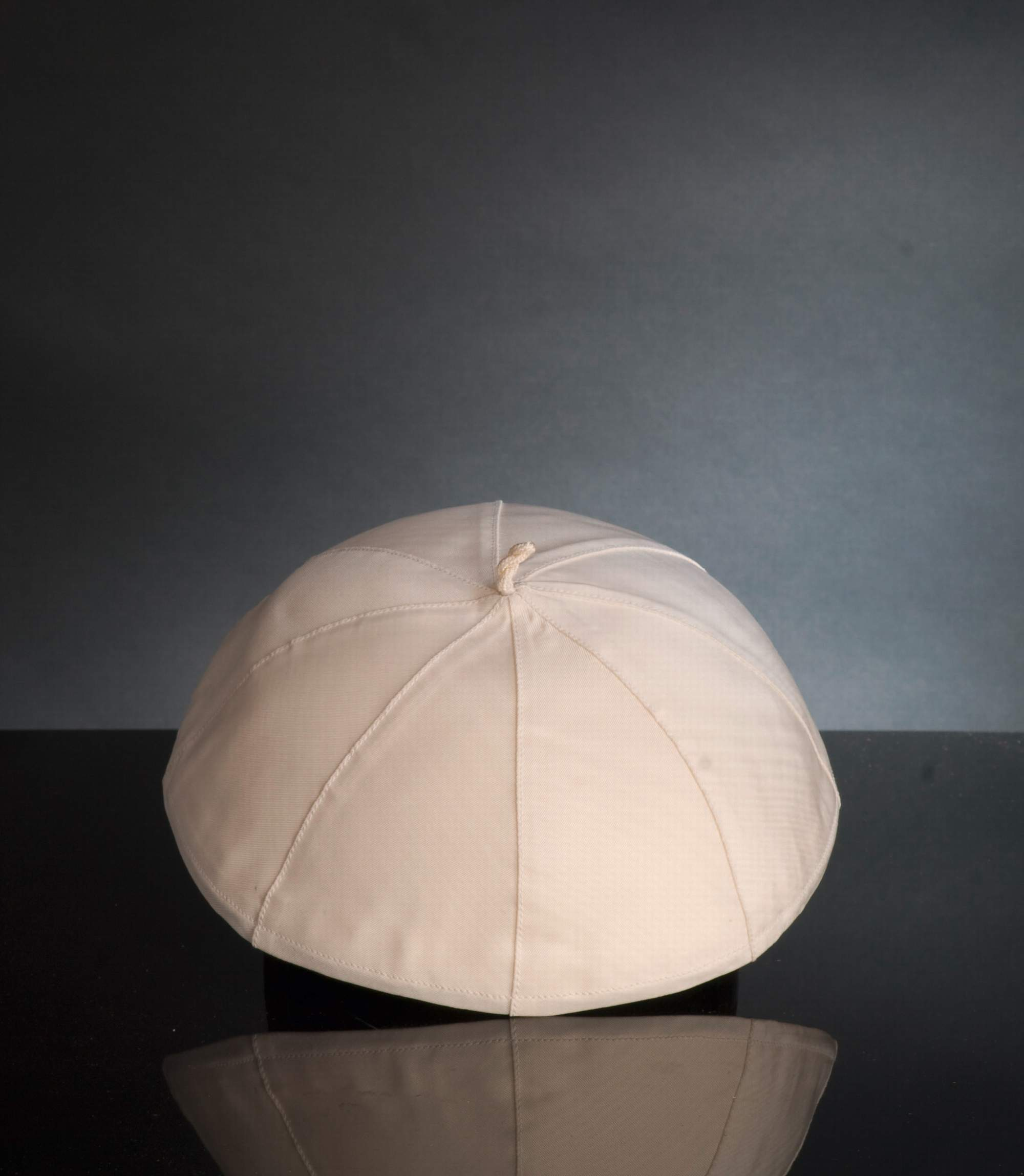
由教宗佩戴的白色丝绸小瓜帽
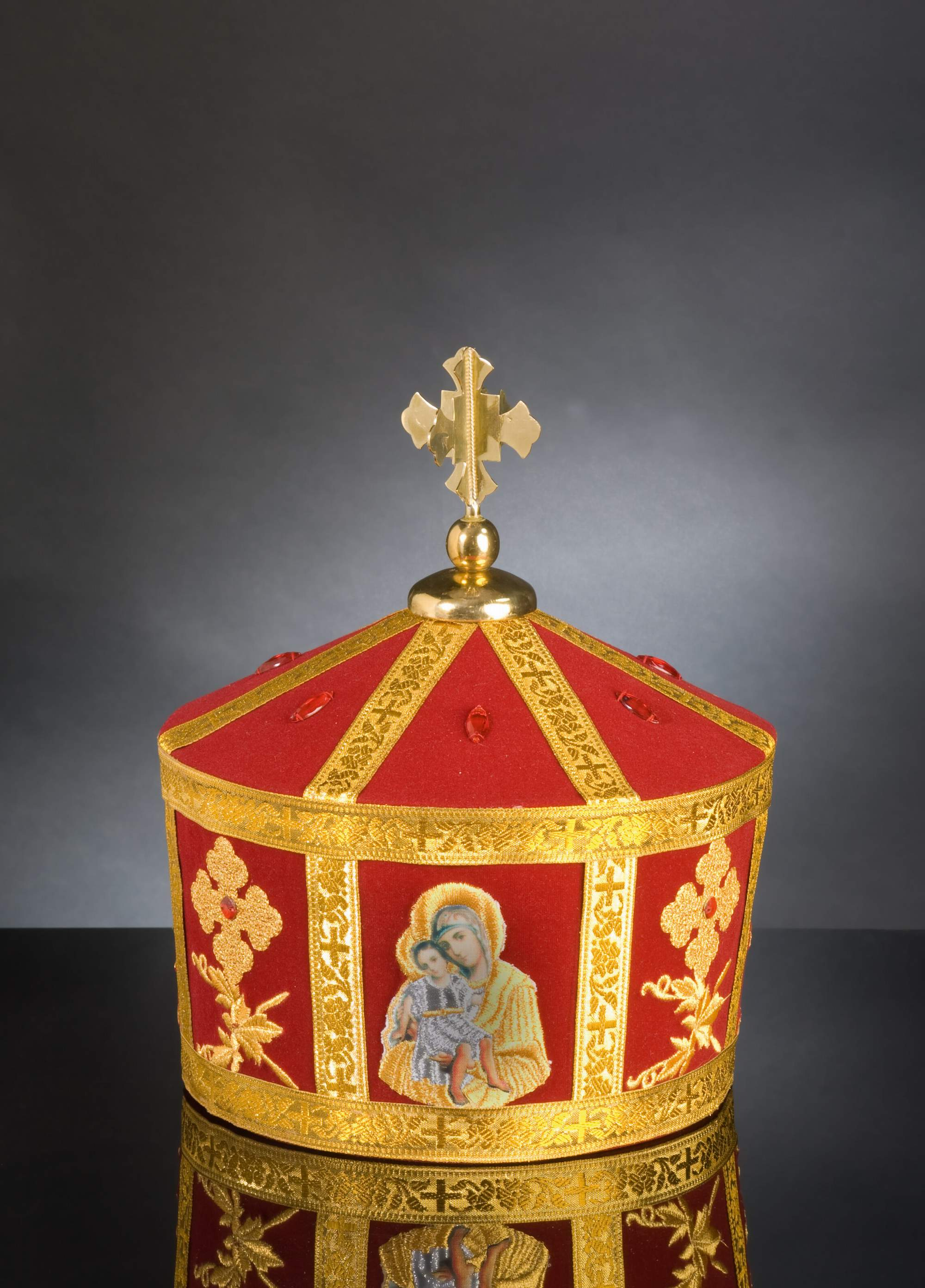
萨哈瓦特，由亚美尼亚使徒教堂的大祭司佩戴
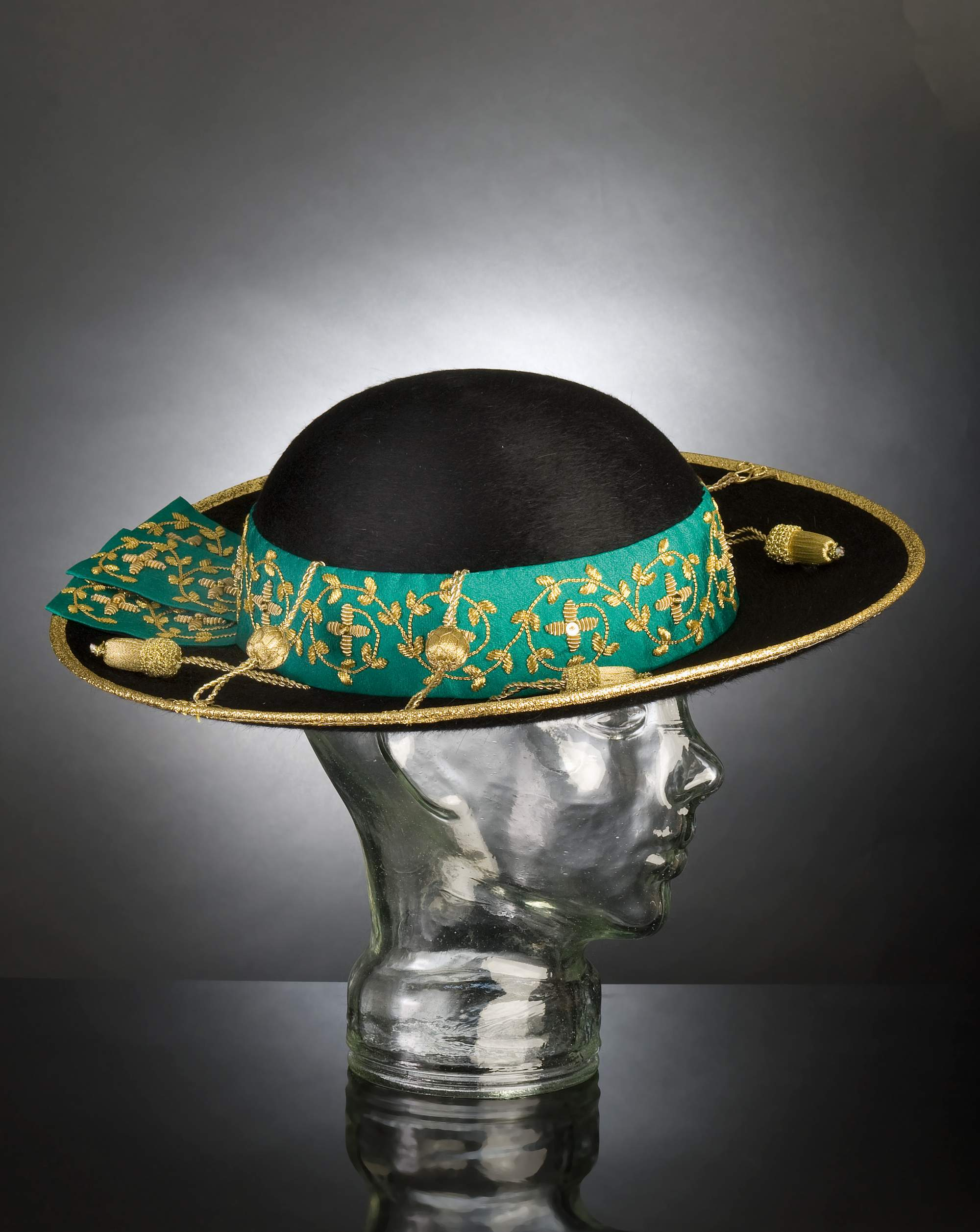
土星（罗马帽），由總主教佩戴，带有复杂的金线刺绣和布块
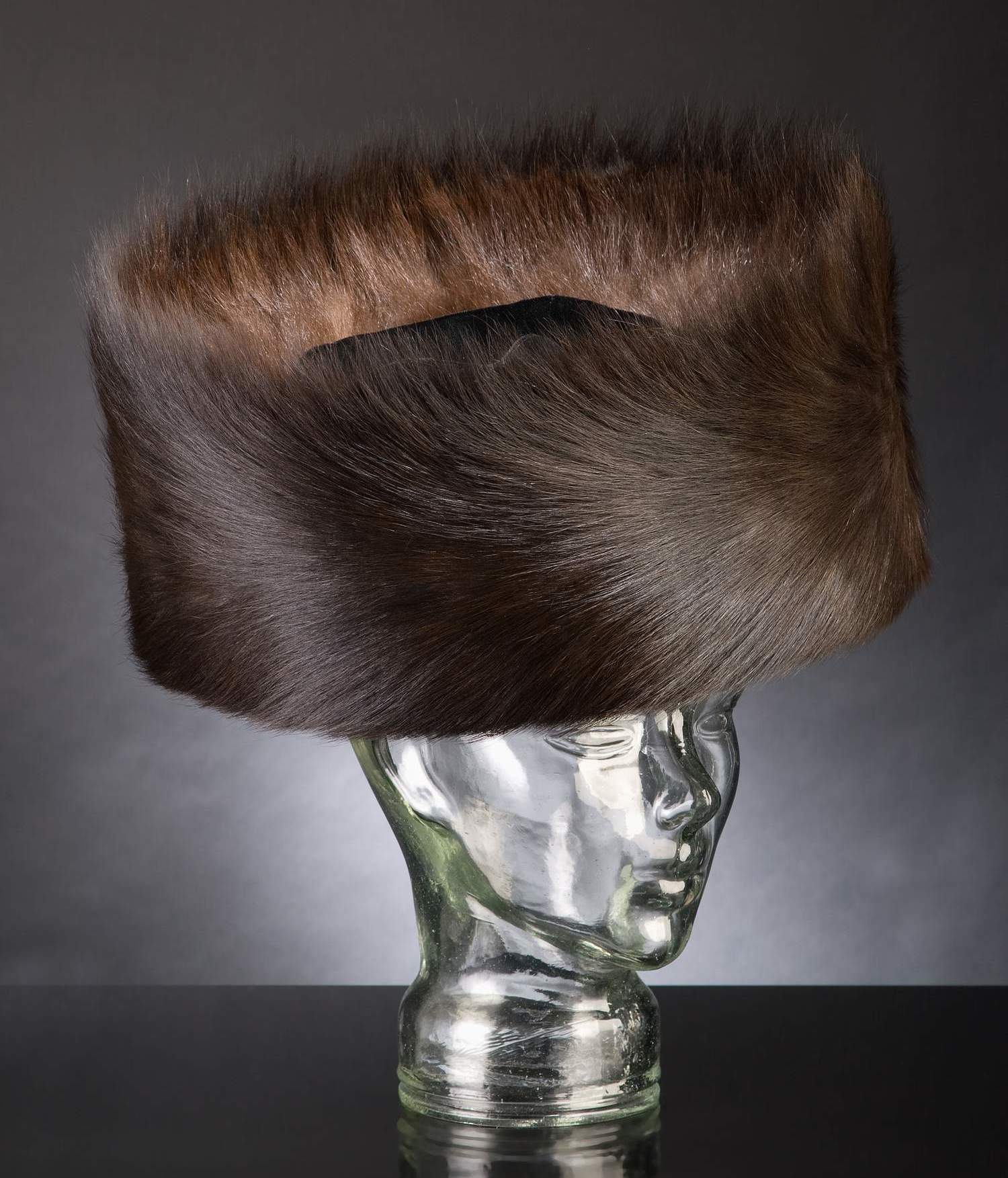
施莱梅尔，由哈西德派犹太人在安息日和假日佩戴
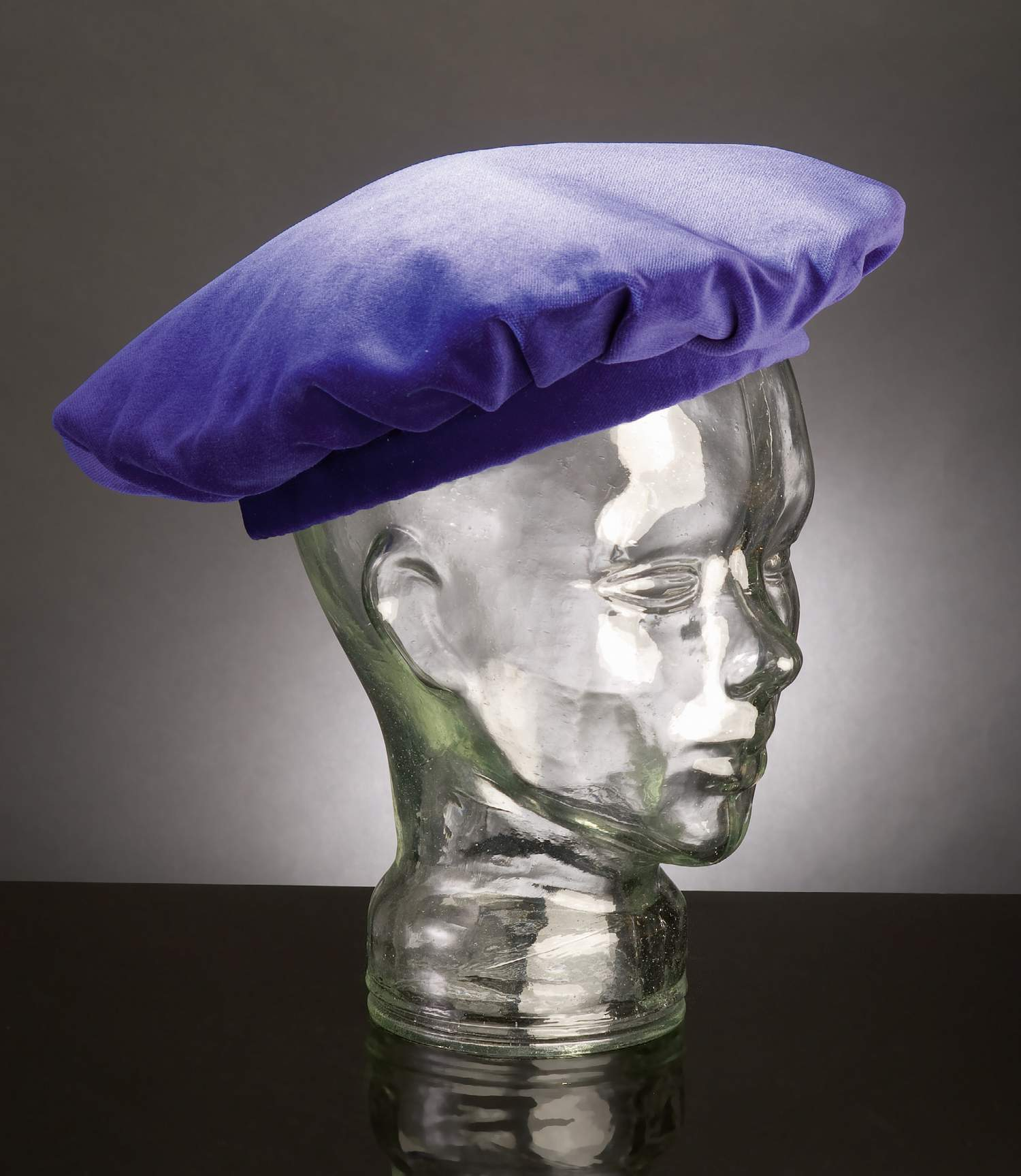
巴雷特·库尔黑森·瓦尔德克，由新教牧师进行教堂外的事项时佩于他们的大袍
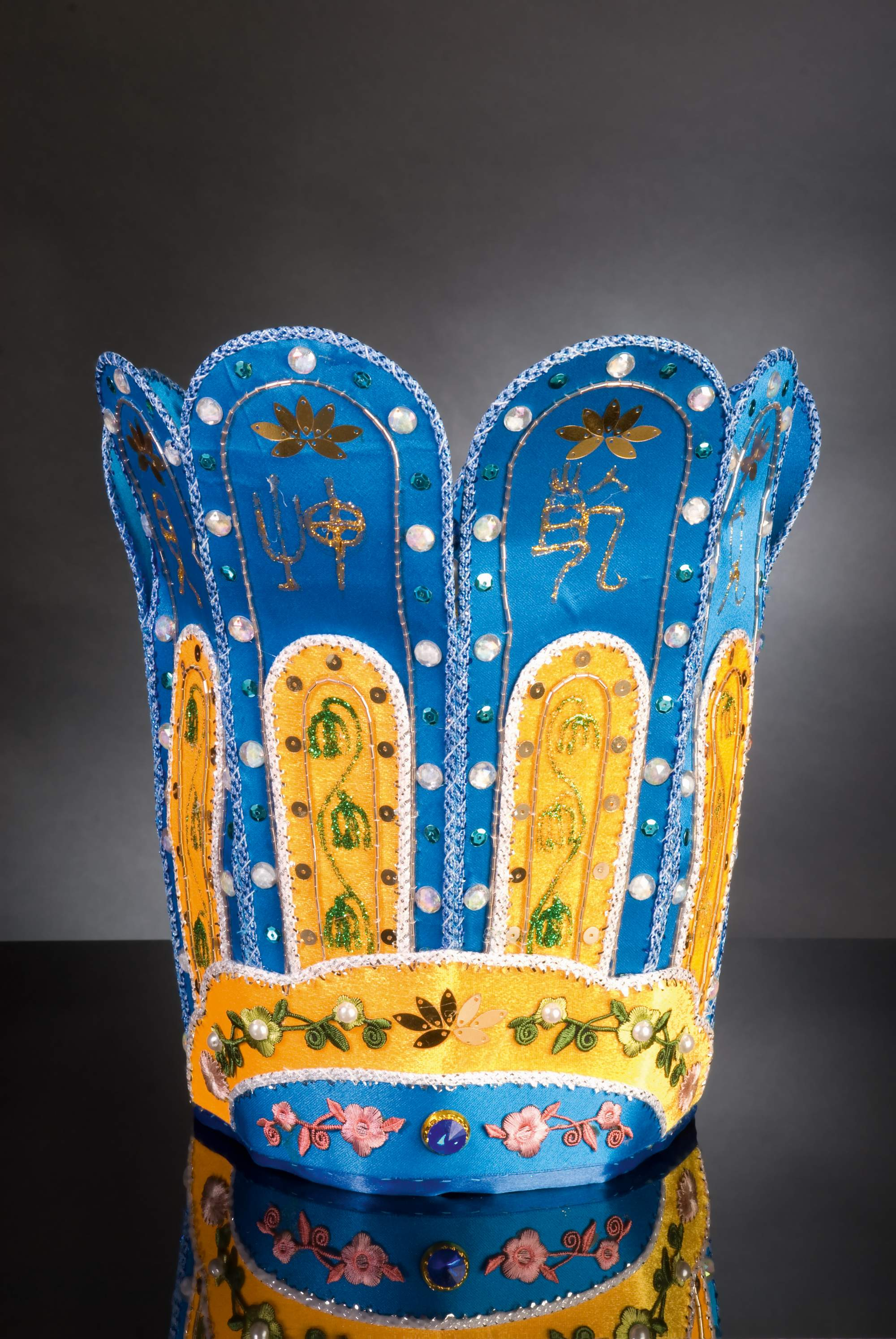
塔姆·夸·毛，由高台教蓝党的主教佩带
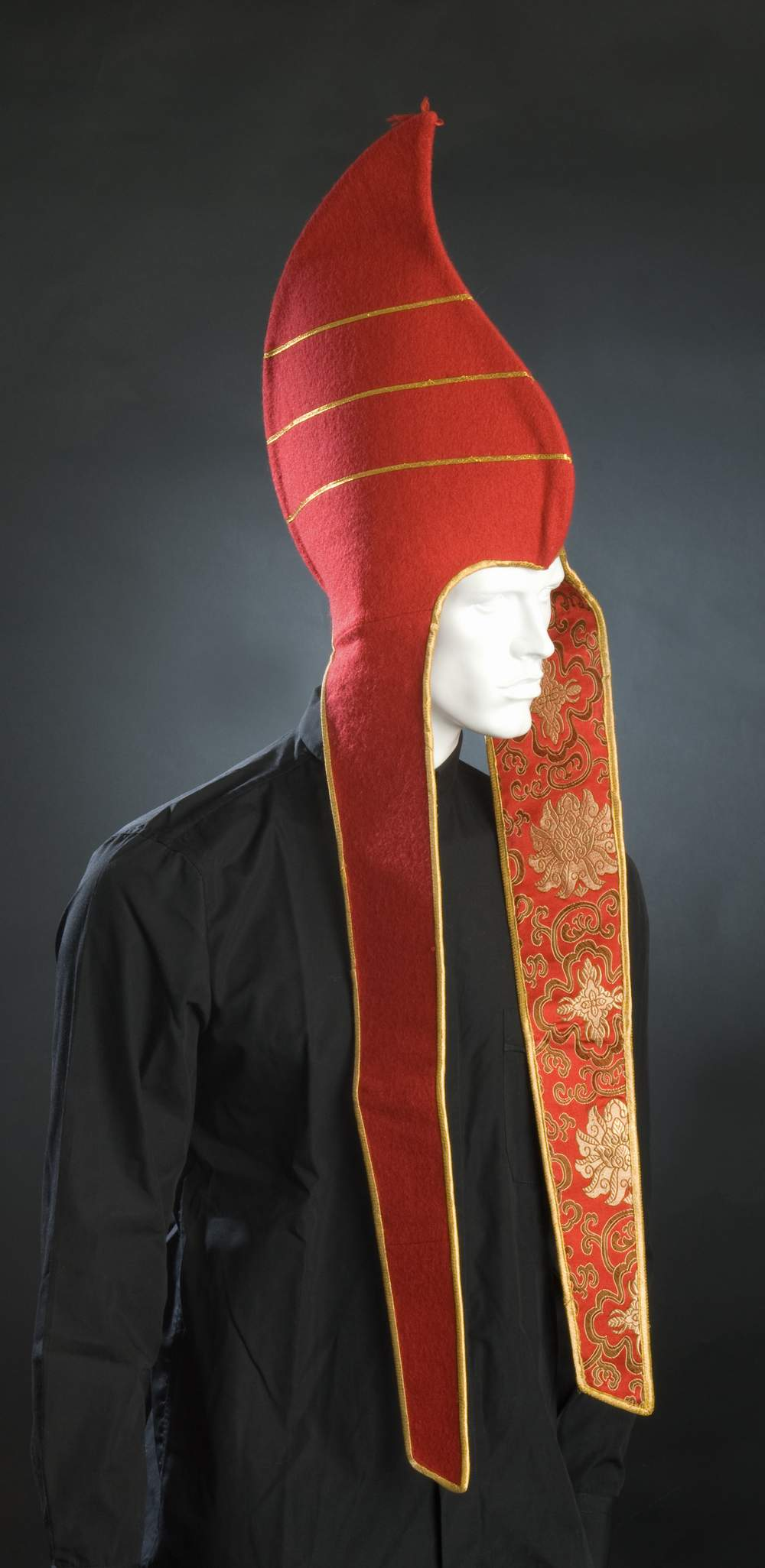
潘·兹瓦（带长耳朵的帽子），由西藏佛教中宁玛派学校的学员佩戴
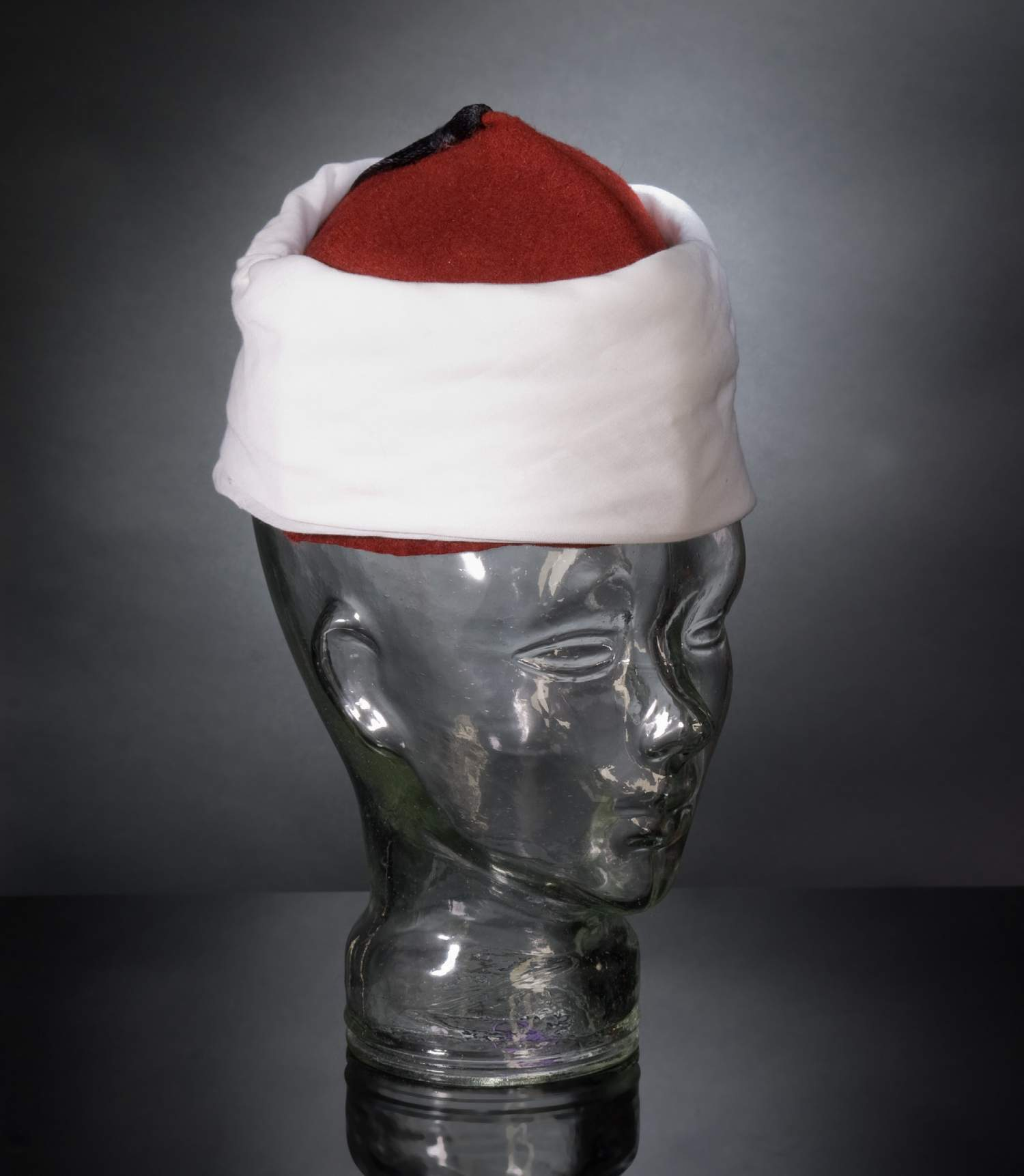
伊玛目萨里克，在伊斯兰教中，主要在埃及由祈祷带领人和阿訇佩戴
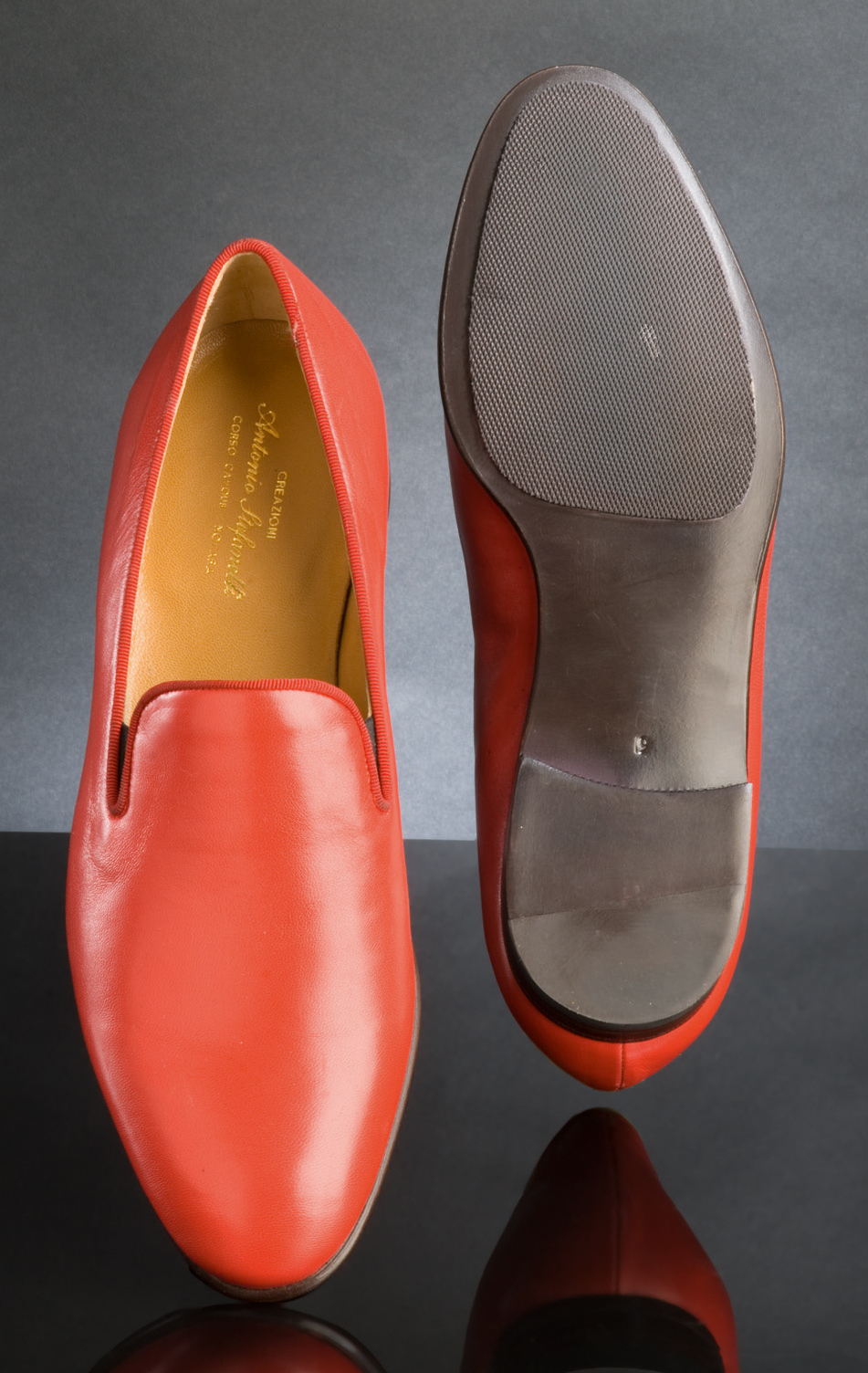
教宗本篤十六世穿的红鞋，由教宗鞋匠阿德里亚诺·斯特凡内利，诺瓦拉所制

## 延伸阅读
- Philippi, Dieter. . St. Benno Verlag, Leipzig. 2009. ISBN 978-3-7462-2800-6.
- Smoltczyk, Alexander. . Wilhelm Heyne Verlag, München. 2008. ISBN 978-3-453-15434-6. p. 92

## 外部連結
- Homepage Philippi集品 （页面存档备份，存于）
- 报刊评论 （页面存档备份，存于）